# Alexander Rudensky
Alexander Y. Rudensky (União Soviética, 21 de agosto de 1956) é um imunologista russo-estadunidense. Trabalha no Memorial Sloan-Kettering Cancer Center em Nova Iorque.

## Vida e obra
Rudensky obteve um mestrado em bioquímica no 2.º Instituto Estatal de Medicina N.I. Pogorow de Moscou (atual Universidade Nacional Russa de Pesquisa Médica) em Moscou e em 1986 um doutorado em imunologia no Instituto Gabrischewski de Pesquisa sobre Epidemiologia e Microbiologia (também em Moscou). No pós-doutorado trabalhou de 1990 a 1992 com Charles Janeway na Universidade Yale. Em 1992 tornou-se professor de imunologia da Universidade de Washington em Seattle. Desde 2008 trabalha no Memorial Sloan-Kettering Cancer Center em Nova Iorque.
Rudensky é atualmente (situação em 2015) diretor da divisão de imunologia do Ludwig Center for Cancer Immunotherapy, associado com uma cátedra no Memorial Sloan Kettering Cancer Center, da Universidade Rockefeller e da Universidade Cornell. Adicionalmente é professor da Sloan Kettering Graduate School e da Weill Graduate School of Medical Sciences da Universidade Cornell. Desde 1993 é pesquisador do Howard Hughes Medical Institute.
Rudensky contribuiu significativamente para o entendimento da função do linfócito T regulador e do fator de transcrição do FOXP3.

## Condecorações selecionadas
- 2012 membro da Academia Nacional de Ciências dos Estados Unidos[1]
- 2015 membro da Academia de Artes e Ciências dos Estados Unidos[2]
- 2015 Prêmio William B. Coley[3]